# Az Egyesült Nemzetek Szervezete Közgyűlésének 2065. számú határozata
Az Egyesült Nemzetek Szervezete Közgyűlésének A/RES/2065 (XX) határozatát 1965. december 16-án fogadták el, amely elismerte az Egyesült Királyság és Argentína között a Falkland-szigetekkel kapcsolatos szuverenitási vita fennállását. Ez a határozat elismerte, hogy a Falkland-szigetek kérdése egy gyarmati helyzet része, amelyet az 1514 (XV) határozat rendelkezései fényében kell megoldani, amely a gyarmatosítás minden formájának felszámolását célozta. Az állásfoglalás sürgeti a feleket, hogy a szigetlakók érdekeit figyelembe véve haladéktalanul rendezzék a szuverenitási vitát.

## Történelem
1833. január 3-án a brit erők kiűzték a Falkland-szigeteken letelepedett argentin hatóságokat és lakosságot, és megkezdték illegális megszállásukat, így példátlan speciális gyarmati helyzetet teremtettek. Ez a bitorlás jelentette a Falkland-szigetek szuverenitásával kapcsolatos konfliktus kezdetét.
Az 1950-es évek végén az Egyesült Nemzetek Közgyűlése úgy határozott, hogy előmozdítja a globális dekolonizációs folyamatot.
1960. december 14-én a „Nyilatkozat a gyarmati országok és népek függetlenségének megadásáról” szóló 1514 (XV) határozatot 89 igen szavazattal, egy sem ellene és 9 tartózkodás mellett fogadták el, szinte valamennyien a gyarmati országokból származtak. Ez a dokumentum megnyitotta az ajtót Argentína és az Egyesült Királyság közötti kétoldalú tárgyalások előtt. A szöveg négy pontban (2., 4., 6. és 7.) utal a probléma lényegére: az önrendelkezés tiszteletére, a nemzeti összetartozásra és a területi integritásra. Ezt a következő évben megerősítette az 1654 (XVI) határozat, amely az 1810-es határozat után „Huszonnégy Különleges Bizottsága” néven vált ismertté a dekolonizációs folyamat felügyeletére. Különösen a Falkland-szigetek kérdése a III. Albizottság hatáskörébe tartozott.
Az ülés elején, 1964 szeptemberében mindkét ország delegációi részt vehettek a vitákban, de szavazati jog nélkül. Az argentin szakdolgozatot a Külügyminisztérium jogi tanácsadója, José María Ruda, a brit szakdolgozatot Cecil King mutatta be. Az érvek cseréje heves volt, a legtöbb tag Argentína álláspontja felé hajlott. A III. Albizottság elkészítette a megbeszélések következtetéseit tartalmazó jelentést, amely pontról pontra ellentmond az Egyesült Királyság érvelésének.
A III. Albizottság egyhangúlag elfogadta a jelentést, és a huszonnégy tagú különbizottság elé utalta. Ott az előző lépés érvelése megismétlődött. Az Egyesült Királyság megpróbálta kétoldalúan eszkalálni a kérdést, hogy megakadályozza az ügy további tárgyalását az Egyesült Nemzetek Szervezetében. Ismét az argentin diplomácia győzött, és a testület tagjai is egyhangúlag elfogadták a beérkezett jelentés következtetéseit. Szíria további indítványt terjesztett elő, hogy a testület minden hivatalos dokumentumában a „Falkland-szigetek” szó mellett szerepeljen a „Malvinák” szó, amelyet 19 igen szavazattal, az Egyesült Királyság nemmel és két tartózkodással fogadott el. Az új jelentést ezután a Közgyűlés Gyarmati Kérdésekkel foglalkozó Negyedik Bizottsága elé terjesztették megvitatásra, ahol a tervek szerint a következő évben megvitatták.
A határozattervezet 87 igen szavazattal, 13 tartózkodás mellett. 1965. december 16-án a közgyűlés a Negyedik Bizottság beszámolója alapján 94 igen szavazattal, egy sem ellene és 14 tartózkodás mellett meghozta a 2065 (XX) számú határozatot. A szöveg hivatalosan azt javasolja, hogy a két kormány a szuverenitásról tárgyaljon a III. Albizottsági jelentés fent említett pontjai szerint. Lényegében megállapítja, hogy a Falkland-szigeteket nem lehet dekolonizálni az önrendelkezés elve alapján, és felhívja mindkét felet, hogy számoljanak be a Huszonnégyek Különbizottságának és a Közgyűlésnek a tárgyalások előrehaladásáról.
A 2065. számú határozat elfogadását követően az Egyesült Királyság megkísérelte az önrendelkezési jogra való kifejezett hivatkozást belefoglalni a később 1985. november 27-i 40/21. sz. határozatba, de az ENSZ Közgyűlése ezt egyenesen elutasította. Az ok egyszerű: ellentétben a gyarmatosítás szokásos eseteivel, vagyis amikor egy egész népet leigáznak egy európai hatalom, a Falkland-szigetek kérdése egy fiatal független állam területének egy részének kiszorítását jelenti a kor leghatalmasabb gyarmati hatalma által.

## Szavazás
A szavazás eredménye a következő volt:
Pro: Brazília, Bulgária, Burma, Burundi, Belorusz Szovjet Szocialista Köztársaság, Kamerun, Közép-afrikai Köztársaság, Ceylon, Chile, Kína, Kolumbia, Kongó (Brazzaville), Kongó (Demokratikus Köztársaság), Costa Rica, Kuba, Csehszlovák Köztársaság, Benin, Dominikai Köztársaság, Salvador, Etiópia, Gabon, Ghána, Görögország, Guatemala, Guinea, Haiti, Honduras, Magyarország, India, Irán, Irak, Írország, Izrael, Olaszország, Elefántcsontpart, Jamaica, Japán, Jordánia, Kenya, Kuvait, Libanon, Libéria, Líbia, Luxemburg, Malawi, Malajzia, Maldív-szigetek, Mali, Mauritánia, Mexikó, Mongólia, Marokkó, Nepál, Nicaragua, Niger, Nigéria, Pakisztán, Panama, Paraguay, Peru, Fülöp-szigetek, Lengyelország, Románia, Ruanda, Szaúd-Arábia, Szomália, Szudán, Sierra Leone, Szíria, Thaiföld, Togo, Trinidad és Tobago, Tunézia, Törökország, Uganda, Ukrán Szovjet Szocialista Köztársaság, Szovjet Szocialista Köztársaságok Uniója, Egyesült Arab Köztársaság, Tanzániai Egyesült Köztársaság, Felső-Volta, Uruguay, Venezuela, Jemen, Jugoszlávia, Zambia, Afganisztán, Algéria, Argentína, Ausztria, Belgium, Bolívia.
Összességében az ENSZ-tagok 87%-a szavazott az állásfoglalás mellett.
Ellen: Nincs.
Tartózkodások: Kanada, Dánia, Finnország, Franciaország, Izland, Hollandia, Új-Zéland, Norvégia, Portugália, Dél-Afrika, Svédország, Egyesült Királyság, Egyesült Államok, Ausztrália.
Távollétek: Kilenc ország.

## 2065 (XX) határozat
A 2065 (XX) határozat egyértelműen kimondja a következőket: először is vita van a Falkland-szigetek feletti szuverenitásról; másodszor, ez a vita két fél, és csak kettő között zajlik, nevezetesen az Argentin Köztársaság és az Egyesült Királyság kormánya között; harmadszor, ezt a vitát a két kormány közötti tárgyalásokkal kell rendezni, és ez az egyetlen módja annak, hogy véget vessünk a gyarmati helyzetnek; negyedszer, a megoldás keresésekor mindkét félnek figyelembe kell vennie a Falkland-szigetek lakosságának érdekeit, ami kizárja az önrendelkezési elv alkalmazását. Emlékeztetni kell arra, hogy 1985-ben a Közgyűlés egyértelmű álláspontot képviselt e tekintetben, amikor elutasított két brit módosítást, amelyek célja ennek az elvnek a vonatkozó határozattervezetbe való belefoglalása volt.
A 2065 (XX) számú közgyűlési határozat kizárja az önrendelkezés elvének alkalmazását a Falkland-szigetekre, mert a szuverenitási vita fennállásának elfogadása esetén az 1514 (XV) határozat 2. bekezdésének alkalmazása ellentétes a 6. bekezdéssel, mivel az önrendelkezési jog megadása a szigetek lakói számára az Argentin Köztársaság territoriális integritásának megsértését jelentené. Továbbá a 2065 (XX) határozatban található hivatkozás a lakosság „érdekeire”, és nem „vágyaira” megerősíti, hogy az önrendelkezési jog nem vonatkozik a Falkland-szigetekre, mivel a lakosság brit, gyarmat létrehozása céljából telepítették oda, és soha nem leigázta vagy hódította meg gyarmati hatalom, ahogy azt az 1514 határozat megköveteli. Az Egyesült Királyság megsértette az Argentin Köztársaság területi integritását azzal, hogy erőszakkal elfoglalta területének egy részét, majd saját lakosságát áthelyezte a szigetekre. Az önrendelkezéshez való jog a gyarmati hatalomtól eltérő népekre vonatkozik, akik idegen elnyomás, uralom és kizsákmányolás áldozatai. Az önrendelkezési jog nem ajánlható fel olyan lakosságnak, amely jogilag nem birtokolja a területet. Mivel a szigetlakókat a gyarmati hatalom szándékosan telepítette át, hogy az érdekeit szolgálja, nem képeznek harmadik felet ebben a konfliktusban. A lakosság a Falkland-szigetek 1833-as gyarmati hatalom általi megszállásából származott, amely elűzte a törvényes hatóságokat és az eredeti argentin lakosságot, és brit alattvalókkal helyettesítette őket, mielőtt diszkriminatív migrációs politikát vezettek be, amely akadályozta az eredetileg ott élő argentinok visszatérését és az argentin állampolgárok későbbi letelepedését. Emiatt a szigetlakók nem népek a kifejezés jogi értelmében. Ezért a Falkland-szigetek kérdése egy gyarmatosított területet érint, nem pedig egy gyarmatosított népet.
Az 1514 (XV) határozat 6. bekezdésében a Közgyűlés kijelenti, hogy „bármely ország nemzeti egységének és területi integritásának részleges vagy teljes megsemmisítésére irányuló kísérlet” –jelen esetben az Argentin Köztársaság– „összeegyeztethetetlen az Egyesült Nemzetek Alapokmányának céljaival és elveivel”. A Falkland-szigetek kérdésében a 19. századi imperialista fellépés egy független köztársaság, Argentína szuverenitása és területi integritása elleni támadásával szemben, amelyet maga az Egyesült Királyság is elismert, a területi integritás elve érvényesül az önrendelkezés elvével szemben.
Összefoglalva:
- Elismerték, hogy Argentína és az Egyesült Királyság között vita van a szigetek szuverenitásáról.
- Az 1514-es határozat a Falkland-szigetek területére (nem lakosságára) vonatkozik .
- Az önrendelkezési jog nem vonatkozik a Falkland-szigetek lakosságára.
- A különbizottságnak azt tanácsolták, hogy mindkét felet hívja meg olyan tárgyalásokra, amelyek figyelembe veszik a szigetlakók érdekeit (nem vágyait).